# Gaura
Gaura (lit. Gaurė) – miasteczko na Litwie, położone w okręgu tauroskim w rejonie tauroskim, 16 km na północny wschód od Taurogów, 468 mieszkańców (2001). Siedziba starostwa Gaura.
Znajduje się tu kościół parafialny katolicki, szkoła, poczta, pomnik partyzantów i 2 km od miasteczka grodzisko o wysokości 9 m i rozmiarach 29 × 19 metrów.
Od 2004 roku miasteczko posiada własny herb nadany dekretem prezydenta Republiki Litewskiej.